# Агрегатор новин
Агрега́тор нови́н (іноді RSS-агрегатор)  — клієнтська програма або вебзастосунок для автоматичного збору повідомлень із джерел, що експортують у формати RSS або Atom, наприклад заголовків новин, блогів, подкастів та відеоблогів.

## Типи агрегаторів
Агрегатори бувають двох типів — вебагрегатори і програмні, але завдання у них однакові — робота з RSS та отримання поновлень.

### Програмний агрегатор
Програмний агрегатор — це програма, що встановлюється на комп'ютер для роботи з RSS. Така програма може бути вбудована в браузер або поштовий клієнт, в операційну систему, або може бути окремою програмою. Більшість сучасних браузерів (включно з Opera, Maxthon та Internet Explorer) мають вбудовані інструменти збору RSS. Серед інших популярних програм з підтримкою стрічок новин можна виділити програвачі мультимедіа iTunes(агрегація подкастів) та Miro (можливість отримання оновлень відеоблогів).
Прикладом окремо існуючого агрегатора може слугувати RSS Bandit.

### Вебагрегатор
Вебагрегатор — це агрегатор, що міститься в Інтернеті. До такого агрегатора можна отримати доступ з будь-якого комп'ютера, що під'єднаний до мережі Інтернет. Прикладами таких агрегаторів є Google Reader[недоступне посилання] (закритий з 2013 року) та Bloglines.

## Приклади найпопулярніших новинних агрегаторів
1. Google Новини — це безкоштовний агрегатор новин, який підтримується та керується Google, що вибирає найакуальніші новини з тисяч публікацій. Бета-версія була запущена у вересні 2002 року і офіційно випущена в січні 2006 року. 3 червня 2009 року запрацювала українська версія сервісу.
2. Flipboard.com — корисний для тих, хто приділяє увагу певній новинній категорій, що висвітлюється на різних джерелах.
3. Ratatu.com — агрегатор, що специфікується на відеоновинах.
4. Pro-tv.net — представлені усі телеканали, що зареєстровані в мережі.
5. Feedly.com — сервіс, за допомогою, якого можна створити власний агрегатор новин.